# Сазлийка
Сазли́йка (Сюютлийска; болг. Сазлийка, Сютлийка, Ракитница) — река на юге центральной части Болгарии, левый приток средней Марицы. Начинаясь на севере Хасковской области, протекает в своей большей части по территории Старозагорской области.
Длина реки — 145 км. Площадь водосборного бассейна — 3293 км².
Исток реки в горном массиве Сырнена-Гора на востоке гор Средна-Гора. Название реки происходит от турецкого названия камыша-рогоза. Река протекает от своего истока близ села Казанка, как Вырбица (болг. Върбица от болг. върба — верба), вдоль дороги к селу Старозагорски-Бани уже, как Банянска-Река (Банянская река, от болг. баня), далее, по своему течению к югу река принимает приток — реку Чаталка, водосбор которой с Чирпанской возвышенности. Затем река минует село Ракитница, за которым выходит на обширную Верхнефракийскую низменность. В своём нижнем течении река протекает через города Раднево и Гылыбово. Впадает в Марицу близ Симеоновграда.
Крупнейшие притоки — реки: Азмака, Бедечка, Оряховска, Дунда, Овчарица, Соколица, Мустанова, Мусачка.
Земли на речных террасах Сазлийки используются для сельскохозяйственных нужд. Максимум водостока реки приходится на весну. На части побережья реки есть типичные прибрежные рощи состоящие преимущественно из тополя и ивы. На Сазлийке отсутствуют пруды и водохранилища, но часть вод всё же используется для орошения.

## Фото

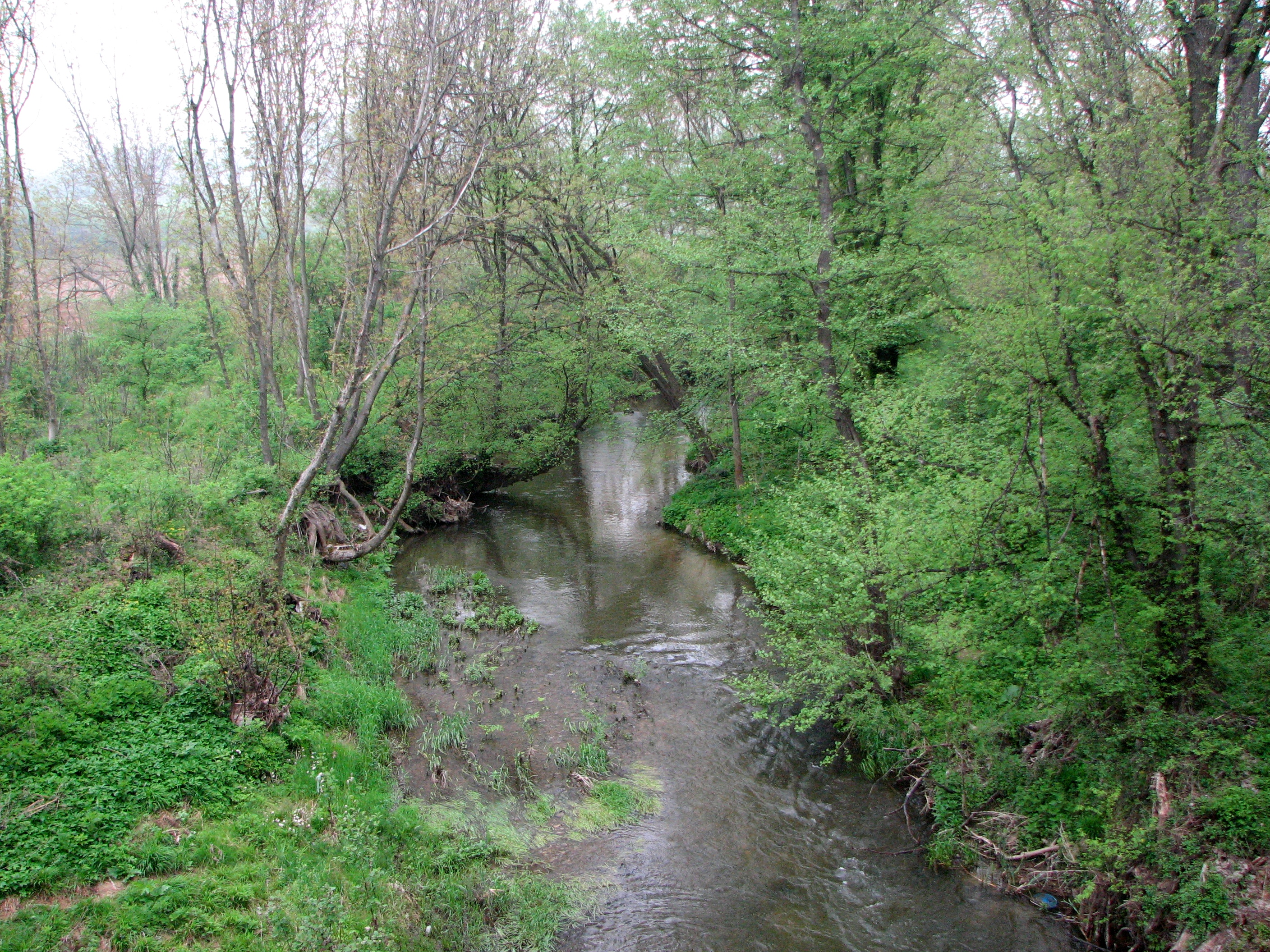
Река Сазлийка у села Елхово
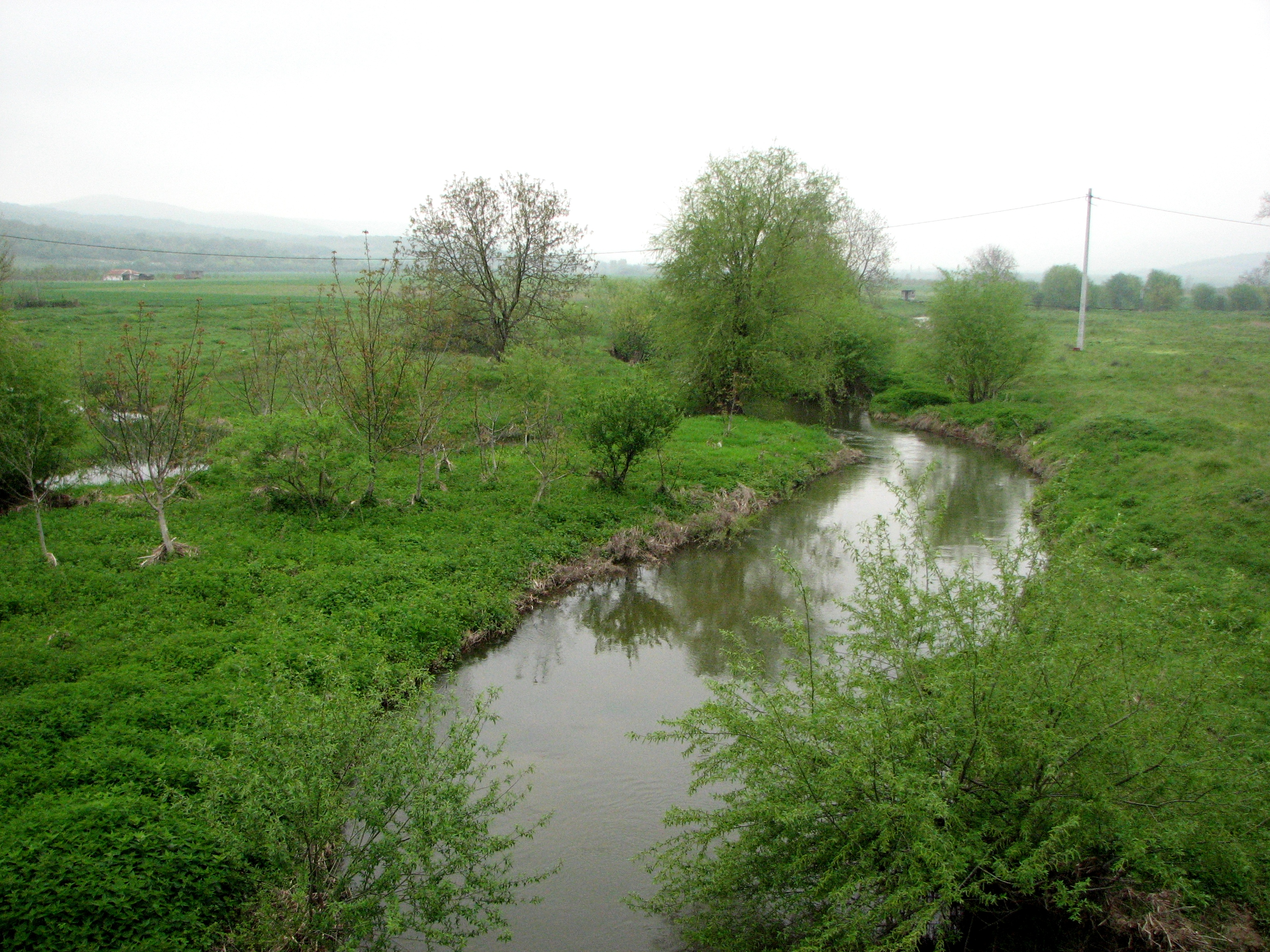
Река Сазлийка в селе Ракитница